# ماهی خرگوشی
ماهی خرگوشی (نام علمی: Chimaera monstrosa) نام یک گونه از راسته موش‌ماهی است.